# Hassan Ali
Hasan Ali Ibrahim (Dubai, 16 dicembre 1981) è un calciatore emiratino, centrocampista dell'Emirates Club..